# Liste des villes romaines en Serbie

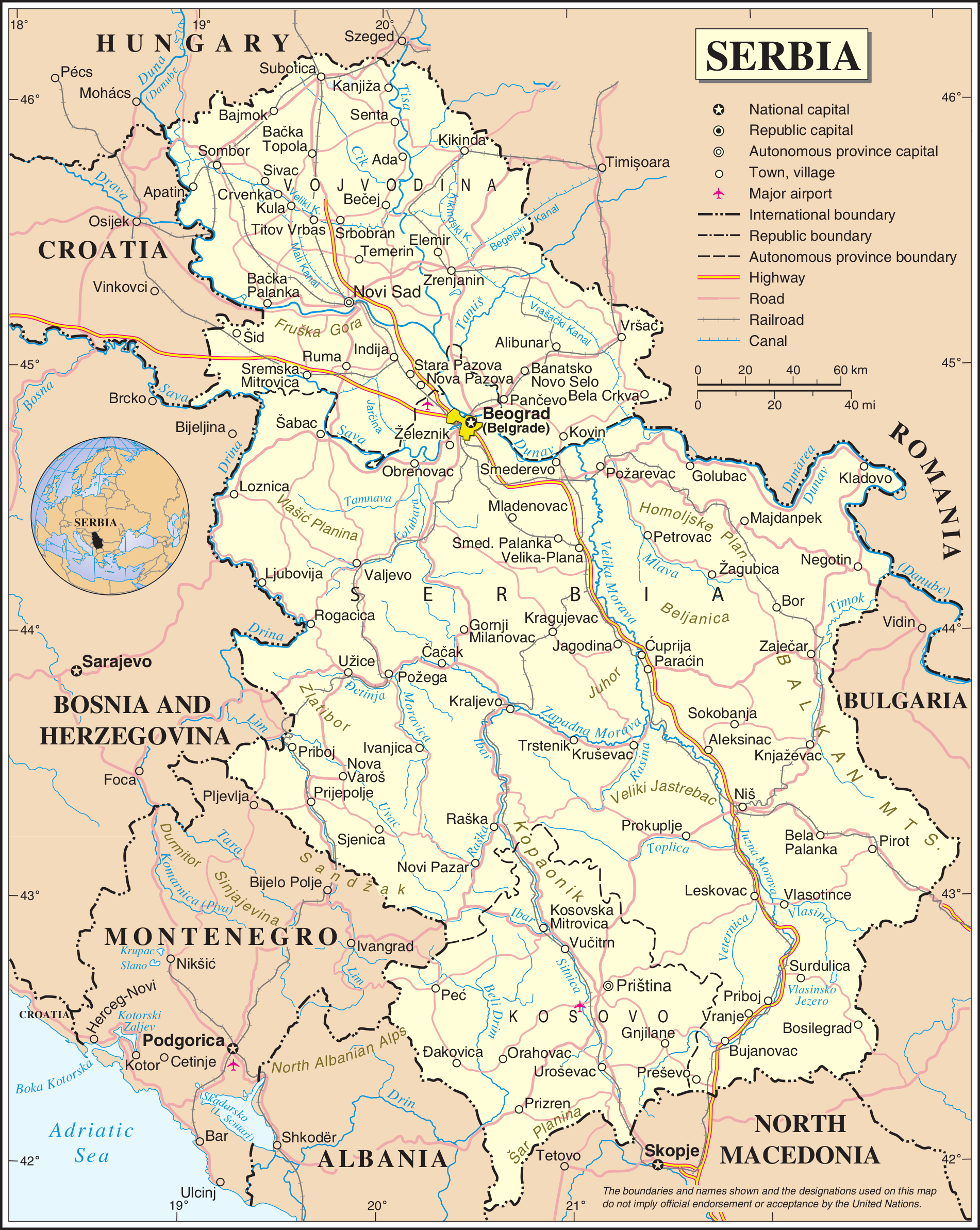
Carte des villes serbes actuelles.

 (octobre 2023).
Si vous disposez d'ouvrages ou d'articles de référence ou si vous connaissez des sites web de qualité traitant du thème abordé ici, merci de compléter l'article en donnant les références utiles à sa vérifiabilité et en les liant à la section « Notes et références ».
Liste des villes romaines en Serbie
| Nom latin                   | Nom actuel                  |
| --------------------------- | --------------------------- |
| Acumincum                   | Stari Slankamen - Slankamen |
| Bassianae                   | Donji Petrovci              |
| Bononia                     | Banoštor                    |
| Budalia                     | Martinci                    |
| Burgunae                    | Novi Banovci                |
| Cornacum                    | Susek                       |
| Cusum                       | Petrovaradin                |
| Felix Romuliana (Romuliana) | Gamzigrad                   |
| Horreum Margi               | Knjaževac                   |
| Justiniana Prima            | Caričin Grad                |
| Margum                      | Dubravica (Požarevac)       |
| Naissus                     | Niš                         |
| Neoplanta                   | Novi Sad                    |
| Remesiana                   | Bela Palanka                |
| Rittium                     | Surduk                      |
| Semendria                   | Smederevo                   |
| Singidunum                  | Belgrade (Beograd)          |
| Sirmium                     | Sremska Mitrovica           |
| Taurunum                    | Zemun                       |
| Timacum majus               | Ćuprija                     |
| Ulpiana                     | Lipljan                     |
| Viminacium (Iminacium)      | Kostolac                    |